# 真空計

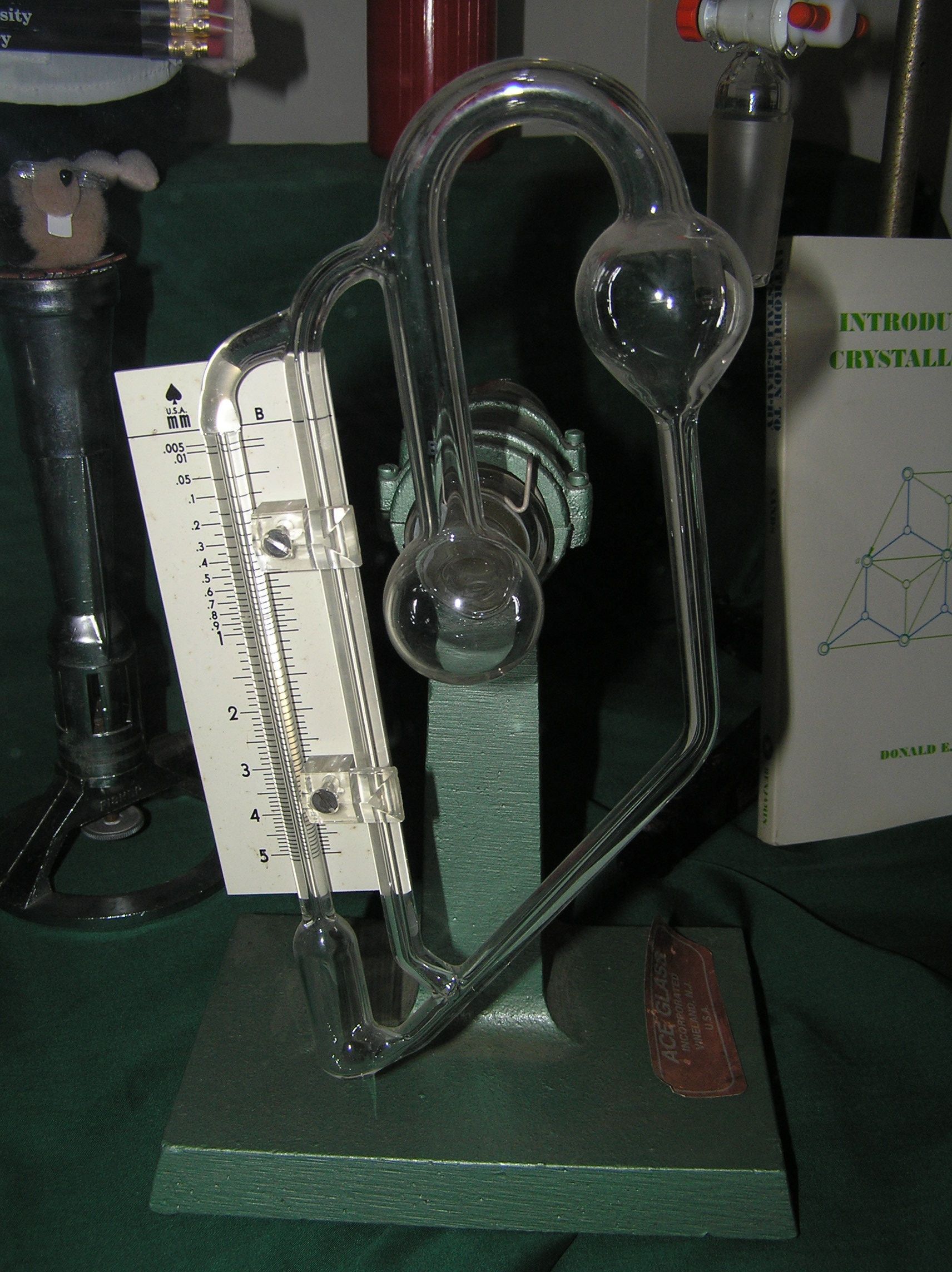
マクラウド真空計

真空計（しんくうけい、英: vacuum gauge）は、真空のゲージ圧、つまり大気圧以下の圧力（負圧）を測るための圧力計の一種である。
測定方式によって測定できる圧力の範囲がある。使用できる範囲も決められている場合があり、それらを把握して使用する必要がある。1台で大気圧から高真空（0.1Pa未満）を測定できる真空計は存在しない。そのため最近では1個の端子に2種類の真空計を入れて、大気圧から高真空を測定できるようにした複合真空計が市販されている。多くは大気圧から中真空（100 - 0.1Pa）程度まで測定できる真空計とB-Aゲージとの組み合わせとなっている。

## 測定方法による分類
差圧真空計圧力差を利用して測定する
絶対圧真空計物理量によって圧力を測定する

## 測定対象による分類

### 全圧真空計
全圧真空計は環境（チャンバ内）の圧力のみを測定する真空計である。真空計とは通常これを指す。全圧真空計は測定方式により主に3つに分けられる：
- 機械的な現象
- 気体の輸送現象
- 気体の電離現象

#### 機械的現象
- U字管マノメーター
- マクラウド真空計
- ダイヤフラム（隔膜）真空計
- ブルドン管真空計
- 重錘型真空計

#### 気体の輸送現象
- スピニングロータ真空計
- クリスタル真空計
- ピラニ真空計
- 熱電対真空計
- サーミスタ真空計
- クヌーセン真空計

動作原理として気体の入射による熱の移動を利用する真空計を熱伝導真空計（ねつでんどうしんくうけい）という。原理的に粘性流領域では気体の対流も加わるため、正確な値を示さない。サーミスタ真空計やピラニー真空計などがこれに分類される。

#### 気体の電離現象
- 放射線真空計
- 冷陰極電離真空計
  - ペニング真空計
  - 冷陰極マグネトロン真空計
  - ガイスラー管
- 熱陰極電離真空計
  - 三極管電離真空計
  - シュルツ真空計
  - ベアード・アルパード真空計（B-Aゲージ）
  - エキストラクタ真空計
  - 軸対称透過型電離真空計

### 分圧真空計
分圧真空計は環境（チャンバ内）の気体成分の分子量ごとに圧力を測定する真空計である。質量分析計とも呼ばれる。
- 高周波形質量分析計
- 四極子形質量分析計
- 単極子形質量分析計
- 磁界偏向形質量分析計
- 二重収束形質量分析計
- トロコイド形質量分析計
- オメガトロン形質量分析計
- 飛行時間質量分析計